# Salón del Automóvil de Pekín
El Salón Internacional del Automóvil de Pekín o Auto China (en chino simplificado, 北京国际汽车展览会) es un salón del automóvil celebrado bienalmente en Pekín, China desde 1990. Se ha convertido en uno de los tres salones del automóvil más importantes del mundo[cita requerida], junto con los de Fráncfort y Detroit. China es actualmente el mayor mercado de automóviles del mundo y el de mayor crecimiento.